# Pandanaceae
Attention ! Ne pas confondre les Pandanaceae avec les Pandaceae, famille de plantes dicotylédones
Famille
Classification APG III (2009)
Les Pandanacées forment une famille de plantes monocotylédones dont les espèces les plus communes sont les différentes espèces du genre pandanus.  On peut citer le palmier à vis (Pandanus utilis). C'est une ancienne famille datant du début au milieu du Crétacé.

## Étymologie
Le nom vient du genre Pandanus dérivé de pandan mot d'origine malaise nommant l'épice culinaire tirée des feuilles de l'espèce Pandanus amaryllifolius  .

## Description
Ce sont en apparence des « arbres », des « arbustes » ou des lianes rhizomateuses, parfois épiphytes ou grimpantes, des régions tempérées à tropicales (Afrique de l'Ouest, Madagascar, Asie, Océanie). Madagascar, par exemple, compte 70 espèces de pandanacées.
Dans cette famille, on a des espèces à division dichotomique et à racines aériennes qui servent de supports à la plante.
Les feuilles sont très longues et étroites, gainantes, simples, non divisées, à nervures parallèles ; les marges des feuilles et les nervures médianes abaxiales sont souvent piquantes.
Les plantes sont dioïques. Les inflorescences sont des grappes terminales, des épis ou des ombelles, avec des spathes sous-tendues, qui peuvent être de couleur vive. Les fleurs sont minuscules et manquent de périanthes. Les fleurs mâles contiennent de nombreuses étamines à filaments libres ou soudés. Les fleurs femelles ont un ovaire supère, généralement composé de plusieurs carpelles en anneau, mais peuvent être réduits à une rangée de carpelles ou à un seul carpelle. Les fruits sont des baies ou des drupes, généralement multiples.

## Utilisation
Des espèces particulières de Pandanus sont utilisées pour fabriquer des tapis (par exemple en Afrique centrale) ou dans des produits alimentaires (par exemple, des feuilles comme arôme ou des fruits en Asie du Sud-Est). 

## Liste des genres
Classiquement, la famille comprend 700 espèces réparties en trois genres :
- Freycinetia
- Pandanus
- Sararanga

Toutefois, en classification moderne, on considère un genre de plus regroupant des espèces anciennement classées comme Pandanus :
- Martellidendron

Selon Angiosperm Phylogeny Website (14 août 2015) :
- genre Benstonea
- genre Freycinetia
- genre Matellidendron
- genre Pandanus
- genre Sararanga

Selon NCBI (14 août 2015) :
- genre Benstonea
- genre Freycinetia
- genre Martellidendron
- genre Pandanus
- genre Sararanga

Selon DELTA Angio (14 août 2015) :
- genre Freycinetia
- genre Pandanus
- genre Sararanga

Selon ITIS (14 août 2015) :
- genre Freycinetia Gaud.
- genre Pandanus L. f.

## Liste des espèces
Selon NCBI (15 avr. 2010) :
- genre Freycinetia
  - Freycinetia angustissima
  - Freycinetia arborea
  - Freycinetia cumingiana
  - Freycinetia excelsa
  - Freycinetia formosana
  - Freycinetia funicularis
  - Freycinetia javanica
  - Freycinetia multiflora
  - Freycinetia scandens
- genre Martellidendron
  - Martellidendron androcephalanthos
  - Martellidendron cruciatum
  - Martellidendron gallinarum
  - Martellidendron hornei
  - Martellidendron karaka
  - Martellidendron kariangensis
  - Martellidendron masoalense
- genre Pandanus
  - Pandanus amaryllifolius
  - Pandanus copelandii
  - Pandanus eydouxia
  - Pandanus linguiformis
  - Pandanus maximus
  - Pandanus microcarpus
  - Pandamus montanus
  - Pandanus odoratissimus
  - Pandanus palustris
  - Pandanus peyrierasii
  - Pandanus princeps
  - Pandanus purpurascens
  - Pandanus tectorius
  - Pandanus utilis
- genre Sararanga
  - Sararanga philippinensis
  - Sararanga sinuosa